# Kenneth G. Younger
Hon. Sir Kenneth Gilmour Younger (* 15. Dezember 1908 in Dunfermline; † 19. Mai 1976 in London) war ein britischer Rechtsanwalt und Politiker der Labour Party.

## Leben und Wirken
Kenneth G. Younger war der jüngere Sohn des James Younger, 2. Viscount Younger of Leckie (1880–1946), aus dessen Ehe mit Maud Gilmour (1882–1957), Schwester des Sir John Gilmour, 2. Baronet. Er besuchte das Winchester College und schloss ein Studium am New College der Universität Oxford 1930 als Bachelor of Arts ab. 1932 erhielt er am Inner Temple die Zulassung als Barrister. Während des Zweiten Weltkriegs diente er im Geheimdienstkorps der Britischen Armee und erreichte den Rang eines Majors. Seine politische Tätigkeit bei der Labour Party begann 1945, als er bei der Unterhauswahl den Wahlkreis Grimsby gewann. Er wurde mehrfach wiedergewählt und hatte diesen Sitz im Unterhaus bis 1959 inne. Zunächst war er parlamentarischer Privatsekretär des Staatsministers für Luftfahrt, 1947 wurde er parlamentarischer Staatssekretär des Innenministers. Nach der Unterhauswahl 1950 wurde er Staatsminister im Außenministerium, d. h. Stellvertreter des Außenministers Ernest Bevin. Als Bevin erkrankte, fungierte Younger kurze Zeit amtierender Außenminister. Mehrfach wurde er als Vertreter Großbritanniens in die Vollversammlung der Vereinten Nationen entsandt. In verschiedenen Fachausschüssen betätigten er sich vor allem für Fragen der Strafrechtsreform. Nach dem 1951 erfolgten Regierungswechsel wurde Younger Schatteninnenminister der Labour Party. Er gehörte der Fabian Society an. Von 1959 bis 1971 leitete er schließlich das Royal Institute for International Affairs. 1961 erwarb er am New College der Universität Oxford einen Abschluss als Master of Arts. In zahlreichen Aufsätzen beschäftigte Younger sich vor allem mit der britischen Außenpolitik.
Am 3. Juni 1972 wurde Younger zum Knight Commander des Order of the British Empire (KBE) geschlagen.
Aus seiner am 23. August 1934 geschlossenen Ehe mit Elizabeth Kirsteen Stewart († 2003) hatte er zwei Töchter und einen Sohn.

## Veröffentlichungen (Auswahl)
- The German problem (= Fabian tracts, H. 292). Fabian, London 1952 (Reprint: Kraus, Nendeln 1978)
- Western policy in Asia. In: Pacific affairs, Bd. 25 (1952), S. 111–129.
- A British view of the Far East. In: Pacific affairs, Bd. 27 (1954), S. 99–111.
- (mit Frank Beswick): German re-armament. For and against (= Fabian tracts, H. 294). Fabian, London 1954 (Reprint: Kraus, Nendeln 1978).
- (Hrsg., mit Thomas E. M. MacKitterick): Fabian international essays. Hogarth Press, London 1957.
- The public service in new states. A study in some trained manpower problems. Oxford University Press, London 1960.
- Changing perspectives in British foreign policy (= Chatham House essays, Bd. 7). Oxford University Press, London 1964.
- Öffentliche Meinung und britische Außenpolitik. In: Österreichische Zeitschrift für Außenpolitik, Bd. 4 (1964), S. 3–15.
- Public opinion and British foreign policy. In: International affairs, Bd. 40 (1964), S. 22–33.
- (mit Ulrich Sahm): Britain and Europe, 1950. In: International affairs, Bd. 42 (1966), S. 14–23.
- The spectre of nuclear proliferation. In: International affairs, Bd. 43 (1967), S. 12–24.
- Britain and the European Economic Community. The changed context for the second attempt. In: The World today, Bd. 23 (1967), S. 5–12.
- British interests and British foreign policy. In: The Political quarterly, Bd. 38 (1967), S. 339–350.
- Grenzen der weltpolitischen Rolle europäischer Großmächte. Die Lehre aus der Suez-Krise von 1956. In: Europa-Archiv, Bd. 22 (1967), S. 455–462.
- Europas Rolle in der Weltpolitik. In: Europa-Archiv, Bd. 25 (1970), S. 569–582.
- Britain in Europe. The impact on foreign policy. In: International affairs, Bd. 48 (1972), S. 579–592.
- Europa im neuen System der Mächte. In: Außenpolitik, Bd. 24 (1973), S. 35–49.
- Die siebziger Jahre. Eine britische Prognose. In: Peter Raina (Hrsg.): Internationale Politik in den siebziger Jahren. Fischer, Frankfurt/M. 1973, ISBN 3-10-062801-2, S. 13–30.
- The energy crisis. A revolution in international relations? The South African Institute of International Affairs, Braamfontein 1974.

Festschrift
- Roger Morgan (Hrsg.): The study of international affairs. Essays in honour of Kenneth Younger. Oxford University Press, London 1972, ISBN 0-19-214989-X.